# 운향아과
운향아과(芸香亞科, 학명: Rutoideae 루토이데아이[*])는 운향과의 아과이다.

## 하위 분류
- 운향속(Ruta L.)
- Chloroxylon DC.